# Фернандо Алварез де Толедо
Фернандо Алварез де Толедо (шп. Fernando Álvarez de Toledo; Пиједрахита, 29. октобар 1507 — Лисабон, 11. децембар 1582) је најзначајнији шпански војсковођа свога времена. 
Бранио је 1542. године Каталонију и Навару против Француза у Италијанским ратовима. 
Под Карлом V командовао је 1546. године царском војском у Шмалкалдском рату. Као поткраљ Италије водио је 1556-1557. године операције против Француске и папе. У то време издао је на италијанском језику једно од првих званичних упутстава о дужностима официра. Истицао се више чврстином, енергијом и организацијом него талентом, а изнад свега свирепошћу према противницима католицизма и шпанског апсолутизма. Филип II га је 1567. године послао у Низоземску са 8000 пешака и 2000 коњаника да угуши устанак, али је његов терор још више распламсао устанак па је 1573. године опозван. Освојио је Португалију (1580—1581), где је такође виновник крвавих покоља.